# Alf Bachmann
Ne pas confondre avec Alfred Bachmann (1945-), un rameur suisse.
Pour les articles homonymes, voir Bachmann.
Alfred « Alf » August Felix Bachmann, né le 1er octobre 1863 à Dirschau, arrondissement de Dirschau (de) et mort en 1956 à Ambach, est un peintre allemand.

## Biographie
Alfred August Felix Bachmann naît le 1er octobre 1863 à Dirschau. Il étudie à l'Académie des Beaux-Arts de Königsberg (aujourd'hui Kaliningrad, Russie) dans l'ancienne Prusse orientale. Il s'installe à Munich en 1891. Il meurt en 1956 à Ambach.